# Xã Diamond Lake, Quận Lincoln, Minnesota
Xã Diamond Lake (tiếng Anh: Diamond Lake Township) là một xã thuộc quận Lincoln, tiểu bang Minnesota, Hoa Kỳ. Năm 2010, dân số của xã này là 207 người.